# Manitol dehidrogenaza
Manitol dehidrogenaza (EC 1.1.1.255, MTD, NAD+-zavisni manitol dehidrogenaza) je enzim sa sistematskim imenom manitol:NAD+ 1-oksidoreduktaza. Ovaj enzim katalizuje sledeću hemijsku reakciju
-manitol + NAD+ {\displaystyle \rightleftharpoons } D-manoza + NADH + H+
Ovaj enzim iz  (celera) oksiduje alditole sa minimalnim zahtevom za 2R hiralnost ugljenika susednog primarnom ugljeniku koji podleže oksidaciji. Ovaj enzim je specifičan za NAD+ i ne koristi NADP+.

## Literatura
- Nicholas C. Price; Lewis Stevens (1999). Fundamentals of Enzymology: The Cell and Molecular Biology of Catalytic Proteins (Third изд.). USA: Oxford University Press. ISBN 019850229X.
- Eric J. Toone (2006). Advances in Enzymology and Related Areas of Molecular Biology, Protein Evolution (Volume 75 изд.). Wiley-Interscience. ISBN 0471205036.
- Branden C; Tooze J. Introduction to Protein Structure. New York, NY: Garland Publishing. ISBN 0-8153-2305-0.
- Irwin H. Segel. Enzyme Kinetics: Behavior and Analysis of Rapid Equilibrium and Steady-State Enzyme Systems (Book 44 изд.). Wiley Classics Library. ISBN 0471303097.

## Spoljašnje veze
- Mannitol+dehydrogenase на 